# Pierre Gemayel
Lo sceicco Pierre Gemayel (in arabo الشيخ بيار الجميّل‎?, al-Shaykh Pierre al-Ǧumayyil, traslitterabile anche come Jumail o Jumayyil; Bikfaya, 6 novembre 1905 – Bikfaya, 29 agosto 1984) è stato un politico libanese della famiglia Gemayel.
Come fondatore del partito Kata'eb (noto anche come Partito Falangista Libanese), è rimasto un uomo di grande influenza nel Parlamento del suo Paese ed è ricordato anche per essere stato il genitore di Bashir Gemayel e Amin Gemayel, entrambi eletti – ancora vivente il padre – alla carica di presidente del Libano. 
Alla fine degli anni Trenta e all'inizio degli anni quaranta, si oppose al Mandato francese del Libano e si batté per un Libano indipendente da ogni controllo straniero. Più volte ministro, fu conosciuto per la sua abilità politica che lo condusse ad assumere posizioni viste dai suoi estimatori come pragmatiche e dai suoi avversari come contraddittorie, o quanto meno ipocrite. Ad esempio, malgrado manifestasse in pubblico la sua simpatia per la causa palestinese, in seguito cambiò la sua posizione a causa del sostegno palestinese al Movimento Nazionale Libanese e ai suoi appelli a porre fine al Patto Nazionale e a stabilire una democrazia non settaria. In effetti, i palestinesi cacciati dalle loro terre occuparono il Libano in oltre sedici campi profughi e si armarono con fondi sovietici e della sinistra europea. Politico controverso, sopravvisse a diversi attentati alla sua vita.

## Biografia
Pierre Gemayel nacque il 6 novembre 1905 nella città di Mansura, Egitto. Era originario del villaggio di Bikfaya (Libano) in cui la sua famiglia svolgeva un ruolo preminente fin dal 1540. La famiglia fu obbligata a fuggire in Egitto dopo essere stata condannata a morte nel 1914 per essersi opposta all'Impero ottomano.
Gemayel, cattolico maronita istruito dai Gesuiti, fece i propri studi di Farmacia nella Facoltà di Medicina di Beirut, in cui aprì più tardi una farmacia. S'interessò anche di sport e come portiere a capitano della nazionale di calcio condusse la squadra del Libano ai Giochi olimpici del 1936 a Berlino, dove poté osservare l'organizzazione del Partito nazista. Benché rifiutasse l'ideologia hitleriana, egli ne ammirò la formidabile organizzazione e la sua efficacia e lo stesso anno, al suo ritorno in Libano, egli fondò il partito Kata'eb e l'organizzò secondo una struttura similare.
William Hawi e Charles Helou, che sarà più tardi Presidente della Repubblica del Libano dal 1964 al 1970, operarono con Pierre Gemayel nell'organizzazione del partito. Al momento della sua presidenza però, Helou non era più membro del partito, e Gemayel tentò senza successo di opporsi a lui al momento dell'elezione presidenziale del 1964.

### Un leader dell'indipendenza
Negli anni precedenti l'indipendenza (1943), l'influenza di Gemayel e del partito Katā'eb (parola che vuol dire "Falangi") era limitata. Nel 1937 aveva fondato con William Hawi una milizia paramilitare del partito, che sopravvisse in clandestinità a un tentativo francese di scioglierlo con la forza nel 1938 e prese parte al sollevamento contro il Mandato francese nel 1943, ma anche se contava su 35.000 aderenti, egli operava al margine della vita politica libanese di quegli anni. 
Per 11 giorni, dall'11 al 22 novembre 1943, fu imprigionato nel castello di Rashaya con Camille Chamoun, Riyad al-Sulh, Bishara al-Khuri e altri indipendentisti in seguito all'arresto da parte delle Forces françaises libres. La loro liberazione il 22 novembre divenne il giorno dell'indipendenza del Libano.
Con la guerra civile del 1958, Gemayel riuscì ad emergere come leader dei movimenti di destra (in maggioranza cristiani) che si opponevano ai movimenti d'ispirazione nasseriani guidati dal leader druso Kamal Jumblatt che tentavano di rovesciare il governo del Presidente della Repubblica Camille Chamoun e la sua milizia combatté a fianco delle truppe governative. 

### Parlamentare e ministro
L'indomani della guerra civile, Gemayel fu nominato ministro del governo di unità nazionale. Due anni più tardi, Gemayel fu eletto all'Assemblea Nazionale, per la circoscrizione di Beirut, seggio che occupò fino al termine della propria esistenza. Alla fine degli anni sessanta, il partito Katāʾeb contava nove seggi nel parlamento libanese, cosa che lo rendeva uno dei gruppi politici più forti in un parlamento endemicamente afflitto da un'accentuata frammentazione. Benché avesse fallito due volte l'elezione presidenziale, nel 1964 e nel 1970, Gemayel continuò a occupare posti importanti nel quarto di secolo successivo.

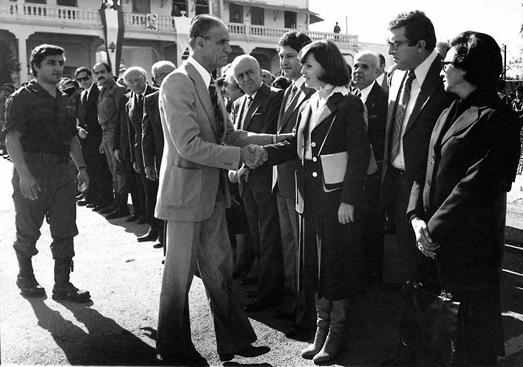
Pierre Gemayel con il figlio Bashir Gemayel e la famiglia di William Hawi all'anniversario della Falange nel 1977

Il Libano è assai prossimo ai fronti bellici dei Conflitti arabo-israeliani, e Gemayel ha spesso cambiato posizione al riguardo. I suoi seguaci hanno visto in ciò un segno di flessibilità, mentre i suoi detrattori vi hanno visto un segno d'incoerenza. Gemayel si oppose alla firma degli Accordi del Cairo imposti al governo libanese. Negli anni settanta, egli si oppose alla presenza armata palestinese in Libano. Il partito Kataʾeb organizzò e mantenne in efficienza una sua propria milizia armata, che dopo la morte nel 1976 di Hawi, fu comandata dal figlio Bashir, e che è stata in un certo momento storico, anche armata, addestrata e finanziata da Israele.
Gemayel cambiò anche posizione riguardo all'intervento siriano durante la Guerra civile libanese del 1975-1990. Accolse con favore l'intervento siriano me si convinse abbastanza presto che la Siria occupava il Libano per ragioni diverse da quelle che gli sarebbero state proprie in ragione delle decisioni della Lega Araba di dar vita a una Forza Araba di Dissuasione (FAD). Nel 1976, si unì alla maggior parte dei leader cristiani principali, ivi compreso l'ex-Presidente Camille Chamoun, il diplomatico Charles Malek e il leader radicale Étienne Saqr, nel Fronte Libanese per opporsi all'occupazione siriana unendo le varie milizie cristiane nelle Forze Libanesi. L'11 ottobre 1978, Gemayel denunciò con amarezza l'occupazione militare siriana, e il Fronte Libanese si unì all'esercito libanese nella cosiddetta "Guerra dei 100 giorni", perduta contro l'esercito siriano della FAD.

### La successione
Gemayel vide eletto il proprio figlio minore e capo militare delle Falangi, Bashir Gemayel, Presidente del Libano il 23 agosto 1982, e lo vide assassinato in un  attentato al quartier generale falangista, il 14 settembre, nove giorni prima di poter assumere le sue funzioni presidenziali. Non v'è mai stata alcuna certezza riguardante l'identità dei suoi assassini, per quanto si pensi generalmente che il regime siriano di Hafiz al-Asad non fosse estraneo alla vicenda. Il fratello maggiore di Bashir, Amin Gemayel fu eletto dal parlamento in sua vece. Pierre Gemayel restò comunque dietro il governo del figlio, continuando a reggere il partito, ma presto, nel 1984, dopo aver partecipato a due conferenze a Ginevra e a Losanna, in Svizzera, che contribuirono a metter fine alla guerra civile e all'occupazione del paese da parte delle truppe siriane della FAD e a quelle israeliane che avevano occupato il Libano nel 1982), egli accettò di partecipare ancora una volta a un governo di unità nazionale. Era ancora al suo posto quando morì a Bikfaya, il 29 agosto 1984, all'età di 78 anni.